# Husarfisk
Husarfisk (Sargocentron praslin) är en fiskart som först beskrevs av Lacepède 1802.  Husarfisk ingår i släktet Sargocentron och familjen Holocentridae. Inga underarter finns listade i Catalogue of Life.